# GSC4217-703
GSC4217-703 — хімічно пекулярна зоря спектрального класу A1, що має видиму зоряну величину в смузі V приблизно  9,2.
Вона  розташована на відстані близько 1482,5 світлових років від Сонця.